# Yevgeniy Shevchenko
Yevgeniy Shevchenko (tiếng Belarus: Яўген Шаўчэнка; tiếng Nga: Евгений Шевченко; sinh 6 tháng 6 năm 1996) là một cầu thủ bóng đá Belarus. Tính đến năm 2017, anh thi đấu cho Minsk.